# Erika Törnberg
Fredrika Elisabeth (Erika) Törnberg, född 2 februari 1855 i Stockholm, död 10 juni 1912 i Stockholm av cancer, var en svensk skådespelare.
Törnberg var elev för Anders Selinder 1865–1866 och vid Kungliga teatern i Stockholm 1866–1871.
Hon begravdes 12 juni 1912 på Norra begravningsplatsen.

## Filmografi
- 1911 – Stockholmsdamernas älskling
- 1912 – Två svenska emigranters äfventyr i Amerika
- 1912 – Kolingens galoscher

## Teater

### Roller (urval)

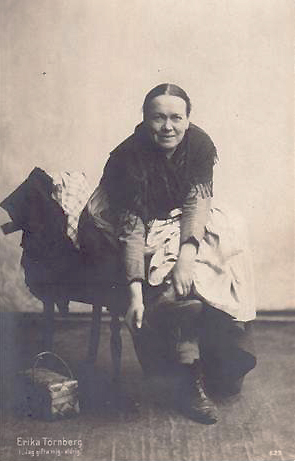
Erika Törnberg i pjäsen "Jag gifta mig – aldrig" av Ernst Fastbom.

| År   | Roll            | Produktion                                                                        | Regi | Teater        |
| ---- | --------------- | --------------------------------------------------------------------------------- | ---- | ------------- |
| 1905 | Hins mamma      | Stockholmsluft, revy Emil Norlander                                               |      | Södra Teatern |
| 1906 |                 | Kalle Munter eller Hafver ni sett till någon misstänkt figur, revy Emil Norlander |      | Södra Teatern |
| 1910 | Skomakarhustrun | Skeppargatan 40 Algot Sandberg                                                    |      | Folkteatern   |
| 1910 |                 | Småstadsfolk Algot Sandberg                                                       |      | Folkteatern   |
| 1910 |                 | Lidingökungen Harald Leipziger                                                    |      | Folkteatern   |
| 1910 |                 | Himlen på jorden Julius Horst                                                     |      | Folkteatern   |
| 1910 |                 | Yon Yonson Algot Sandberg                                                         |      | Folkteatern   |
| 1910 |                 | Hemgiftsjägare Alexander Engel och Julius Horst                                   |      | Folkteatern   |
| 1911 | Medverkande     | Här ska valsas, revy Oscar Hemberg, Otto Hellkvist                                |      | Folkteatern   |
| 1911 | Gammelmor       | Gammelmors pojkar K.G. Ossiannilsson                                              |      | Folkteatern   |
| 1911 |                 | 33.333 Algot Sandberg                                                             |      | Folkteatern   |